# کانی اسمیت
کانی اسمیت (انگلیسی: Connie Smith؛ زادهٔ ۱۴ اوت ۱۹۴۱) یک موسیقی‌دان اهل ایالات متحده آمریکا است. وی از سال ۱۹۶۳ میلادی تاکنون مشغول فعالیت بوده‌است.
او در فیلم سرزمین ناهموار بازی کرده است.